# Guatteria pogonopus
Guatteria pogonopus är en kirimojaväxtart som beskrevs av Carl Friedrich Philipp von Martius. Guatteria pogonopus ingår i släktet Guatteria och familjen kirimojaväxter. Inga underarter finns listade i Catalogue of Life.